# 페닐리튬
페닐리튬(Phenyllithium, C6H5Li)은 페닐기에 리튬이 혼합된 형태의 유기금속화합물이다. 상온에서 고체로 존재하며 끓는점은 140도다. 벤젠보다는 에테르에 더 잘 녹는다.

## 제법
페닐리튬은 리튬에 디페닐수은을 반응시켜 만들 수 있다.
(C6Η5)2Ηg + 2Li → 2C6Η5Li + Ηg
브로모벤젠이나 요오도벤젠에 리튬을 반응시켜 만드는 방법도 있다.
C6H5Br + 2Li → C6H5Li + LiBr
C6H5I + 2Li → C6H5Li + LiI